# Żełuczka zmienna

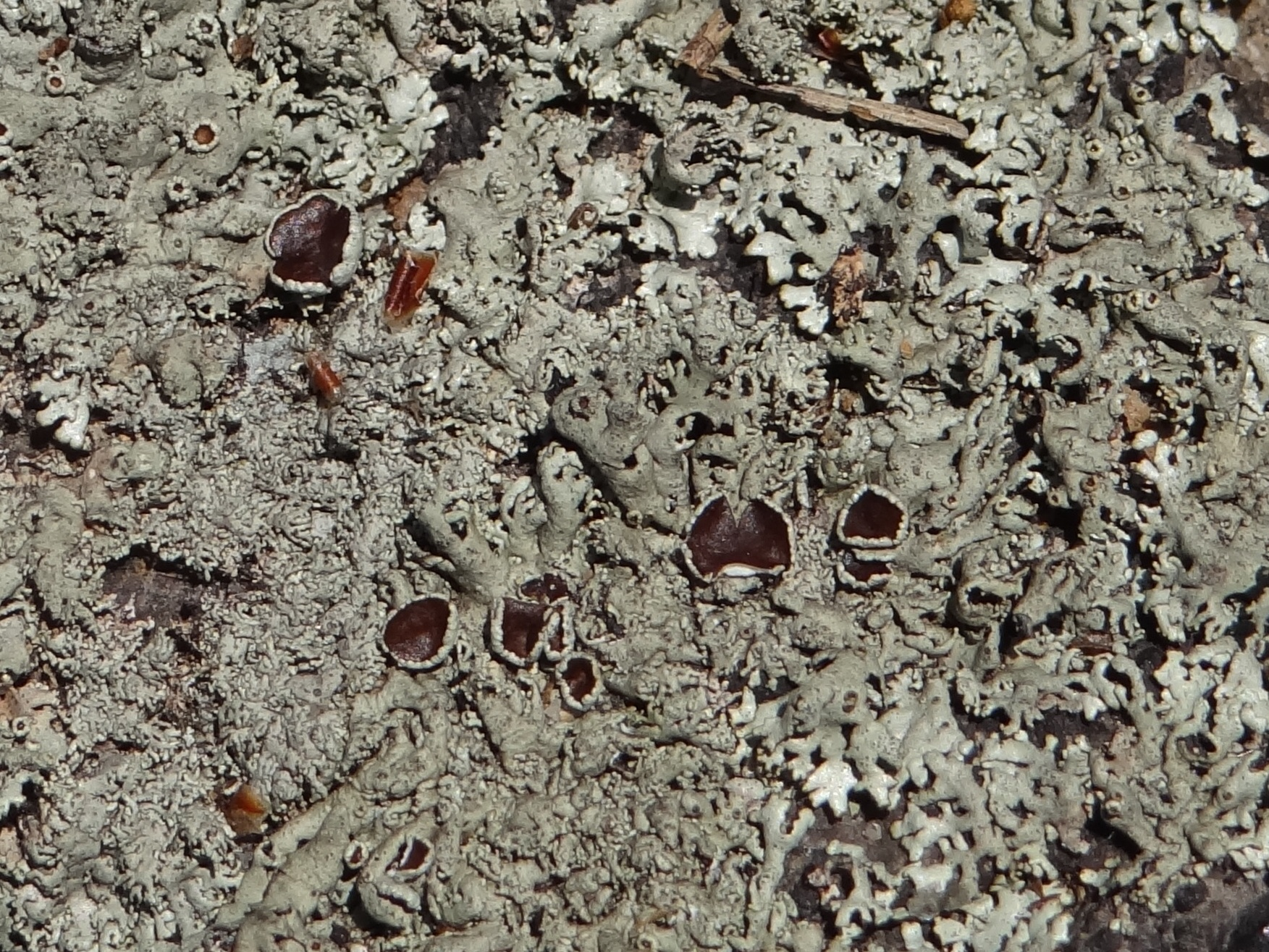
Apotecja i drobne łateczki na plesze

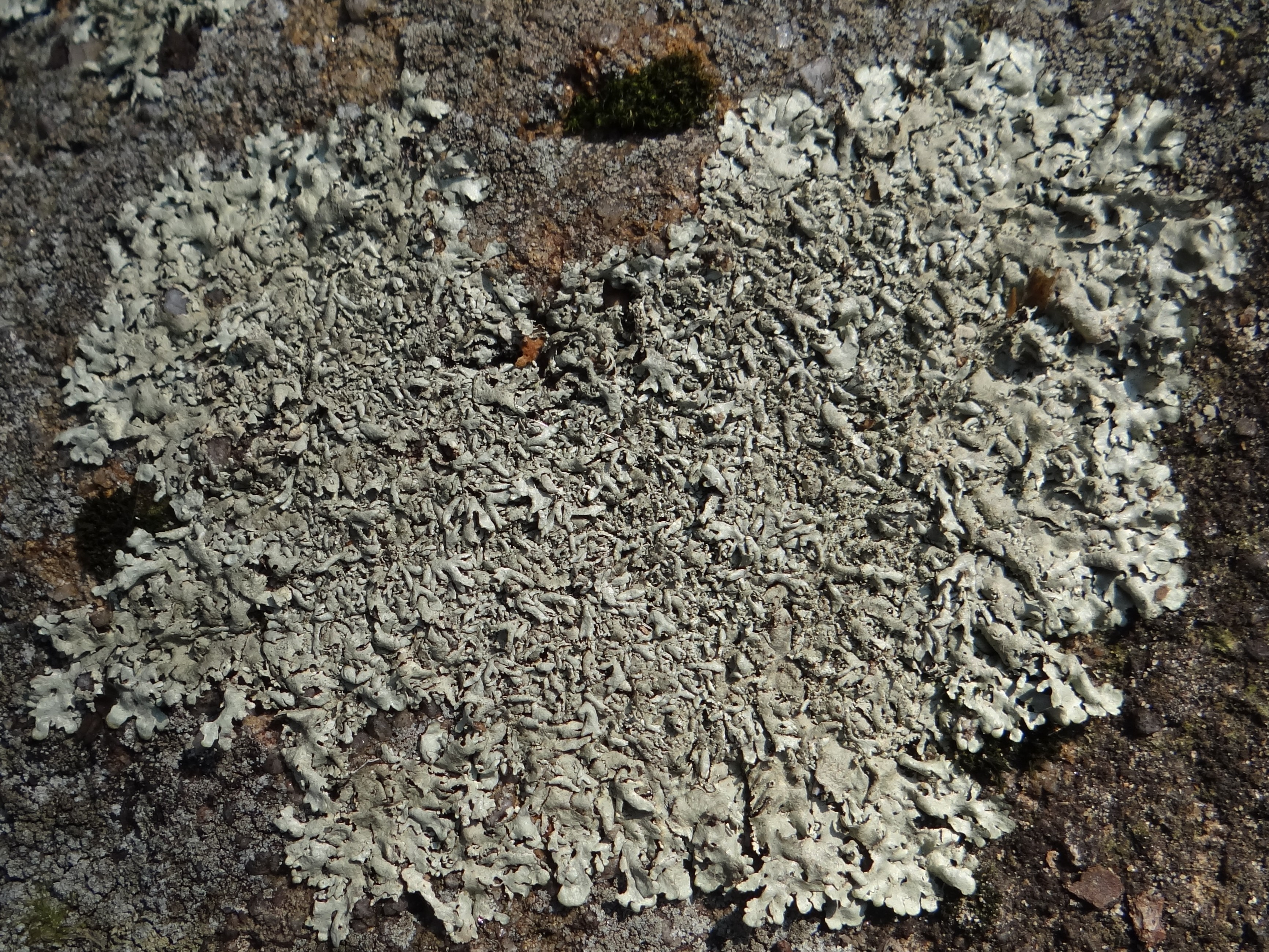

Żełuczka zmienna (Xanthoparmelia somloënsis (Gyeln.) Hale) – gatunek grzybów należący do rodziny tarczownicowatych (Parmeliaceae). Ze względu na współżycie z glonami zaliczany jest do porostów.

## Systematyka i nazewnictwo
Pozycja w klasyfikacji według Index Fungorum: Xanthoparmelia, Parmeliaceae, Lecanorales, Lecanoromycetidae, Lecanoromycetes, Pezizomycotina, Ascomycota, Fungi.
Po raz pierwszy takson ten zdiagnozował w roku 1931 Vilmos Kőfaragó-Gyelnik nadając mu nazwę Parmelia somloënsis. Obecną, uznaną przez Index Fungorum nazwę nadał mu w roku 1987 Mason Ellsworth Hale, przenosząc go do rodzaju Xanthoparmelia. 
Niektóre synonimy naukowe:
- Parmelia somloënsis Gyeln. 1931
- Parmelia viriduloumbrina var. somloënsis (Gyeln.) Gyeln. 1932

Nazwa polska według Krytycznej listy porostów i grzybów naporostowych Polski. 

## Morfologia
Listkowata, rozetkowata lub nieregularna plecha osiąga średnicę do 20 cm. Do podłoża przylega mniej lub bardziej ściśle. Jest wielokrotnie pierzasto lub nieregularnie wcinana. Rozgałęzione i wcinane odcinki plechy mają szerokość 1–3 mm, stykają się brzegami, lub zachodzą na siebie. Są dość sztywne, pofałdowane i pomarszczone i często bywają poplątane. Górna powierzchnia plechy ma barwę żółtawą, żółto zielonkawą lub szarozieloną i jest nieco błyszcząca. Brak izydiów, natomiast występują drobne i liczne łatki, szczególnie w środkowej części plechy. Dolna powierzchnia plechy w środkowej części jest czarna, na obrzeżach jasnobrunatna lub brunatna. Występują na niej liczne, czarne chwytniki. Rdzeń plechy biały, z ciągłą warstwą glonów protokokkoidalnych. 
Zazwyczaj występują dość duże owocniki. Są to apotecja lekanorowe o średnicy do 8 mm. Mają brunatne tarczki i gładki lub karbowany brzeżek. Zarodniki jednokomórkowe, elipsoidalne, proste, o rozmiarach 8–9 × 4–5 μm. Pyknidiów brak. 
Reakcje barwne: miąższ K + żółty do czerwonego, Pd + żółty. Kwasy porostowe: kwas konsalacynowy, kwas norstiktowy, kwas protocetrariowy, kwas usninowy.

## Występowanie i siedlisko
Gatunek rozprzestrzeniony na całej kuli ziemskiej. Poza Antarktydą występuje na wszystkich kontynentach i na wielu wyspach. W Polsce notowany był w wielu regionach, częsty jest jednak tylko w górach. W latach 2004–2014 podlegał ścisłej ochronie gatunkowej, od października 2014 r. jest gatunkiem częściowo chronionym.
W Polsce rośnie głównie na krzemianowych skałach w dobrze oświetlonych miejscach, ale w innych regionach świata także na ziemi, glinie, próchnicy, torfie, detrytusie, martwych liściach, różnego rodzaju kwaśnych skałach i kamieniach.

## Gatunki podobne
Podobna jest żełuczka izydiowa (Xanthoparmelia conspersa), która również rośnie na krzemianowych skałach. Odróżnia się obecnością licznych izydiów, oraz budową plechy – brak na niej charakterystycznych dla żełuczki zmiennej drobnych łateczek. Nieco podobna jest także tarczownica skalna (Parmelia saxatilis), ta jednak ma na plesze pseudocyfelle, a czerwono-brunatne owocniki tworzy bardzo rzadko.